# (35061) 1986 QL3
1986 QL3 (asteroide 35061) é um asteroide da cintura principal. Possui uma excentricidade de 0.34048400 e uma inclinação de 5.65893º.
Este asteroide foi descoberto no dia 29 de agosto de 1986 por Henri Debehogne em La Silla.